# Amor real (álbum)
Amor Real es un álbum recopilatorio del cantante Manny Montes, y el productor Zoprano, dividido en dos ediciones, Oro y Platino, con participaciones de Michael Pratts, Indiomar, el grupo Ekos, Mikey A, Jay Kalyl, Memo El Afueguember, Baby Nory, entre otros.
En 2018, salió una reedición del disco llamado Amor Real (Remix Edition), siendo el sencillo la remezcla de «Amor Real» de Manny Montes junto a Baby Nory y Bengie. En 2019, Manny Montes lanzó otra edición titulada Amor Real (International Edition), con los sencillos «Jesús te ama», «Conmigo tú estás» y «Millonario», los cuales contaron todos con vídeos oficiales.
En los Premios AMCL de 2017, la edición Oro del álbum estuvo nominado en la categoría "Álbum urbano del año".

## Lista de canciones

### Platinum Edition(conEl Zoprano)
| N.º   | Título                                          | Productor(es) | Duración |  |
| 1.    | «Amor Real» (con Baby Nory)                     | Zoprano       | 3:46     |  |
| 2.    | «Mi Princesa» (con Yenza)                       | Zoprano       | 3:14     |  |
| 3.    | «Mi Fortuna» (con Indiomar)                     | Zoprano       | 3:32     |  |
| 4.    | «Mendigo» (con Joeva)                           | Zoprano       | 4:05     |  |
| 5.    | «Nadie Te Ama Como Yo» (Musiko)                 | Zoprano       | 3:17     |  |
| 6.    | «Llegaré» (Michael Pratts)                      | Zoprano       | 3:19     |  |
| 7.    | «Enfermo de Amor»                               | Zoprano       | 3:37     |  |
| 8.    | «Nuestro Amor» (Memo con Joannie)               | Zoprano       | 4:37     |  |
| 9.    | «Mujer Virtuosa» (con Michael Pratts y Mikey A) | Zoprano       | 3:06     |  |
| 10.   | «Mi Bendición» (con Jaydan)                     | Zoprano       | 3:15     |  |
| 35:50 |                                                 |               |          |  |

### Gold Edition
| N.º   | Título                                                 | Productor(es)                                      | Duración |  |
| 1.    | «Por Ti Viviré» (con Michael Pratts e Indiomar)        | Los Legendarios • Kaldtronik • Chuelo              | 3:57     |  |
| 2.    | «Falta Amor» (con Vaes)                                | Los Legendarios • Zoprano                          | 4:41     |  |
| 3.    | «Quiero Decirte»                                       | Onell Díaz • Zoprano                               | 3:40     |  |
| 4.    | «Me Enamoré De Ti» (con la voz adicional de Jay Kalyl) | Zoprano                                            | 3:48     |  |
| 5.    | «Cuidado» (con Michael Pratts)                         | Zoprano                                            | 3:43     |  |
| 6.    | «Loco Por Tu Amor» (con Jhamir De La Fe y Mr. Don)     | Zoprano                                            | 4:01     |  |
| 7.    | «No Quiero Más Pelea»                                  | Kendry • Los Legendarios                           | 4:20     |  |
| 8.    | «Volvamos A Empezar»                                   | Kaldtronik • Peter Altajerarquía • Los Legendarios | 4:09     |  |
| 9.    | «Eres Tú»                                              | Zoprano                                            | 3:23     |  |
| 10.   | «No Desesperes»                                        | Zoprano                                            | 4:07     |  |
| 11.   | «Amarte Es Mi Placer» (con Jhamir De La Fe)            | Zoprano                                            | 3:28     |  |
| 12.   | «Corazón De Metal»                                     | Kendry • Los Legendarios                           | 4:16     |  |
| 13.   | «Él Es Amor» (con Ekos)                                | Obed                                               | 4:42     |  |
| 52:16 |                                                        |                                                    |          |  |

## Otras ediciones

### Remix Edition (2018)
1. Amor Real Remix (con Baby Nory y Bengie)
2. Méndigo de Amor Remix (con Joeva & Ivan 2Filoz)
3. Mi Fortuna Remake (con Indiomar)
4. Mi Princesa Remix (con Yenza & Mikey A)
5. Enfermo de Amor Remix (con Ivan 2Filoz y Gabriel Rodríguez EMC)

### International Edition (2019)
1. Conmigo Tu Estás
2. Jesus Te Ama (con Jay Kalyl, Onell Diaz y Ander Bock)
3. Real Amor
4. Millonario
5. Que la Trate Bien (con Zetty)
6. Te Amo (con Gabriel & Vicky)
7. Besos de Nutella (con The B-yron & Imer Xavier)
8. ¿Dónde Quedó el Amor? (con Mr. Don)
9. Una y Otra Vez (con Amezquita)
10. Gracias
11. Mucho Amor (con El Novato y Dony El Enviado)
12. Amor Sincero (con Rhican)
13. Te Siento (con Jaydan & Mic Kid)
14. Te Veo Aquí (con Principal)
15. Insuperable (Remix) (con Lito Kairos & F. Silver)
16. Sin Igual Amor (con Los Positivos)
17. Abrazo (Remix) (con Brauny Jai & Seven)
18. Quiero Decirte (Remix) (con Mikey A & Defra)